# Grand Central Publishing
Grand Central Publishing és una divisió de Hachette Book Group. Abans Warner Books, Grand Central Publishing va sorgir al març de 2006 després que Time Warner vengués Time Warner Book Group a Hachette Livre.
A més de Grand Central Publishing, la divisió té quatre segells editorials: Twelve, Grand Central Life & Style, Forever i Forever Yours.

## Autors notables
- David Baldacci
- Mario Batali
- Sandra Brown
- Candace Bushnell
- Lincoln Child
- Jeffery Deaver
- Nelson DeMille
- Jane Goodall
- Seth Grahame-Smith
- Jack Handey
- Chelsea Handler
- Harper Lee
- Min Jin Lee
- Margaret Maron
- Brad Meltzer
- Gwyneth Paltrow
- Benjamin Percy
- Douglas Preston
- Robin Roberts
- Nev Schulman
- Anne Rivers Siddons
- Tom Rob Smith
- Nicholas Sparks
- Scott Turow[8][9][10]
- Gwendolyn Zepeda